# Oliver Anthony
Christopher Anthony Lunsford, bekend onder de artiestennaam Oliver Anthony, is een Amerikaans countryfolk singer-songwriter. 
In augustus 2023 bracht hij in eigen beheer de single "Rich Men North of Richmond" uit. Die kwam binnen op de 1ste plaats in de Billboard Hot 100. Daarmee is Anthony de eerste artiest die op 1 binnenkomt zonder eerder op een Billboard-lijst gestaan te hebben. Het nummer ging viraal en werd in de Verenigde Staten druk besproken om zijn politieke thema's, die door sommige media als anti-establishment, conservatief en complotdenken werden omschreven. Het nummer werd gespeeld en bediscussieerd in het eerste tv-debat onder Republikeinse presidentskandidaten voor 2024. Anthony verweet politiek rechts echter dat het zijn muziek wilde coöpteren, en links dat het hem in diskrediet bracht.